# Cours Charlemagne
Le cours Charlemagne est une large rue centrale située dans le 2e arrondissement de Lyon, qui traverse les quartiers de Perrache et Confluence. Il débute place des Archives, juste au sud des voûtes de l'échangeur routier de Perrache et prend fin sur le quai Perrache, lequel donne sur le pont Pasteur.

## Origine du nom
La rue est nommée en référence à Charlemagne, qui vint plusieurs fois à Lyon,. De plus, Leidrade, un des missi dominici de l'empereur, nommé évêque de Lyon par ce dernier, fit effectuer un ambitieux programme de restauration et de reconstruction dans la ville.

## Histoire
Avant la création de la gare de Perrache et des nombreuses voies ferrées sur la Presqu'île, le cours Charlemagne était strictement rectiligne et rejoignait le Cours Rambaud (Actuellement quai Rambaud).
L'agencement de la rue a été décidé en 1806 (et publié en 1826) afin d'établir un palace impérial à la jonction et le relier à la place Bellecour par une large avenue. Celle-ci fut finalement créée entre 1827 et 1832 et reçut son nom actuel après délibération du conseil municipal du 16 juillet 1830, nom ultérieurement confirmé le 16 mai 1837.
Au XIXe siècle, le sculpteur Jean-François Legendre-Héral et le dessinateur Eugène-Coprais Boutin ont vécu dans ce cours. La partie nord de celui-ci fut démolie dans les années 1850 afin de mettre en place la gare de Lyon-Perrache. Son extension fut plus tard approuvée par le Conseil de la ville, le 24 octobre 1891.
La partie de la Presqu'île située au sud des voûtes de Perrache a connu un développement industriel dès son origine, mêlant entrepôts, logements sociaux, industries polluantes et équipements occupant d'importants tènements comme le marché d'intérêt national. Plusieurs établissements industriels sont venus s'installer dans la partie sud du cours au début du XXe siècle, tandis que certains bâtiments ont été démolis au cours de la Seconde Guerre mondiale. Le 8 juillet 1982, la passerelle de la gare de Perrache et l'escalator la reliant au cours Charlemagne ont été inaugurés. En 2005, l'arrivée du tramway a engendré de nombreuses rénovations.

## Description

### Organisation de la chaussée
Aujourd'hui large de 33 mètres, le cours accueille le tramway   et le   jusqu'à Hôtel de région - Montrochet en double voie, deux bandes cyclables, deux trottoirs et jusqu'à deux voies de circulation, dans les deux sens. 

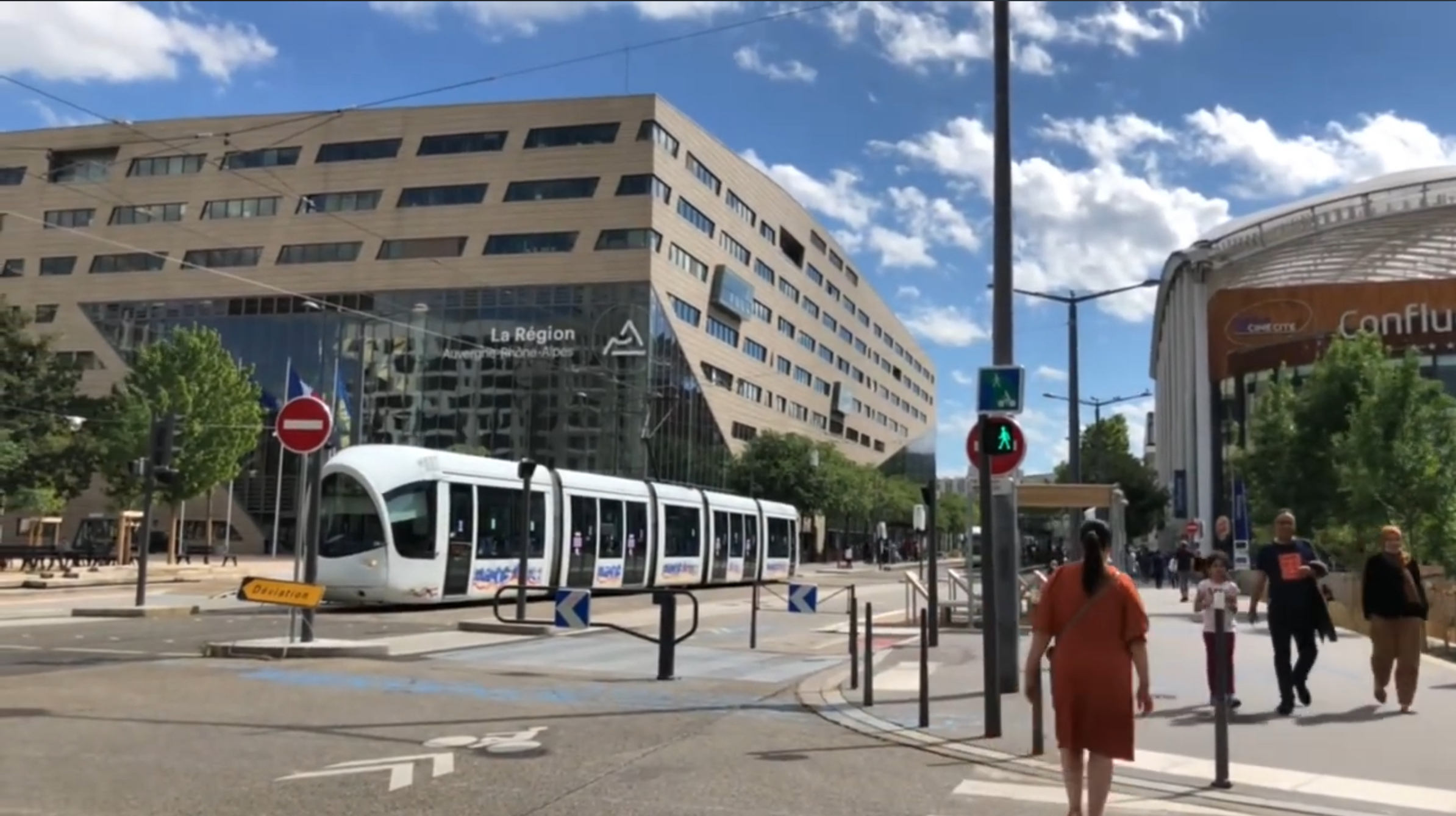
La portion du cours piétonnisée en 2021.

### Piétonnisation
En 2021, la portion du cours comprise entre la rue Montrochet et le quai Riboud est fermée à la circulation automobile à titre expérimental par la Métropole ; du mobilier urbain transitoire y est installé pour accompagner le cheminement des piétons. 
En 2025, la piétonnisation est pérennisée, avec un réaménagement de la chaussée comprenant une piste cyclable en double-sens, plus de végétation, des bancs et des ombrières.

### Activités
On trouve dans la rue des magasins de toutes sortes (nourriture, restaurants, vêtements, fleurs, etc.), la patinoire Charlemagne installée depuis 1969, la paroisse Sainte-Blandine, une salle de billard, une association proposant des voyages linguistiques, un club de gymnastique et de basketball, plusieurs banques, entre autres. La rue est également bordée par une double rangée de platanes.